# Christophe Edaleine
Christophe Edaleine, né le 1er novembre 1979 à Annonay, est un coureur cycliste français. Professionnel de 2001 à 2008, il a remporté une étape du Tour de l'Avenir et s’est classé cinquième d'étape lors du Tour de France 2002. Non-conservé par AG2R La Mondiale à la fin de l'année 2008, il met fin à sa carrière.
Il s'est ensuite reconverti au tennis en tant que professeur brevet d'état.
Actuellement, il entraine les jeunes du lycée agricole Olivier de Serres à Aubenas, lors des sorties avec la section cyclisme.

## Palmarès

### Palmarès amateur
- 2000
  - Champion du Lyonnais
  - Tour des Alpes-de-Haute-Provence :
    - Classement général
    - 3ea étape (contre-la-montre)

  - Tour de Savoie :
    - Classement général
    - 1re étape (contre-la-montre)

  - 2e du championnat de France du contre-la-montre espoirs
  - 8e du championnat d'Europe du contre-la-montre espoirs

### Palmarès professionnel
- 2003
  - 7e étape du Tour de l'Avenir
- 2006
  - 3e étape du Tour méditerranéen (contre-la-montre par équipes)

## Résultats sur les grands tours

### Tour de France
3 participations
- 2002 : 100e
- 2003 : 131e
- 2004 : 141e

### Tour d'Italie
1 participation
- 2006 : 127e

### Tour d'Espagne
1 participation
- 2005 : abandon (11e étape)